# Боржавская узкоколейная железная дорога
Боржа́вская узкоколе́йная желе́зная доро́га (УЖД Виноградово — Хмельник — Иршава), в народе—«А́нця Ку́шницкая». Общая длина  — 123 км, ширина колеи — 750 мм. Не работает около семи лет. Действовала в пределах Виноградовского, Береговского и Иршавского районов Закарпатской области.

## Описание
Первая очередь Боржавской узкоколейки введена в эксплуатацию 23 декабря 1908. Дорога использовалась прежде всего для перевозки древесины из горных массивов Полонины Боржава и Большой Дол в Закарпатскую низменность для дальнейшей транспортировки и переработки.
Главная ветвь пролегла вдоль реки Боржавы, что и дало название железной дороге. В верховьях реки путь разветвлялась на несколько ветвей, которые вели к отдаленные горные лесоразработки. Сейчас в эксплуатации остается ветка Виноградов — Хмельник — Иршава, а также Берегово — Хмельник. Железную дорогу использовали не только для перевозки грузов (в том числе леса), но и для пассажирских перевозок. Пассажирские поезда состоят из локомотива и нескольких (1—4) вагончиков. В каждом селе, через которое проходит железная дорога, построены небольшие станции. На сегодня (2016 год) регулярные пассажирские перевозки осуществляются между городом Винорадов и селом Хмельник.

## История

### Строительство
Лесная промышленность во времена Австро-Венгерской монархии, а затем и Чехословацкой республики развивалась с использованием передовых на то время технологий, в том числе и постройки транспортных железных дорог по всей территории Подкарпатской Руси.
29 февраля 1904 года, в городе Мукачево было созвано учредительное собрание основателей акционерного общества Боржавской железной дороги.

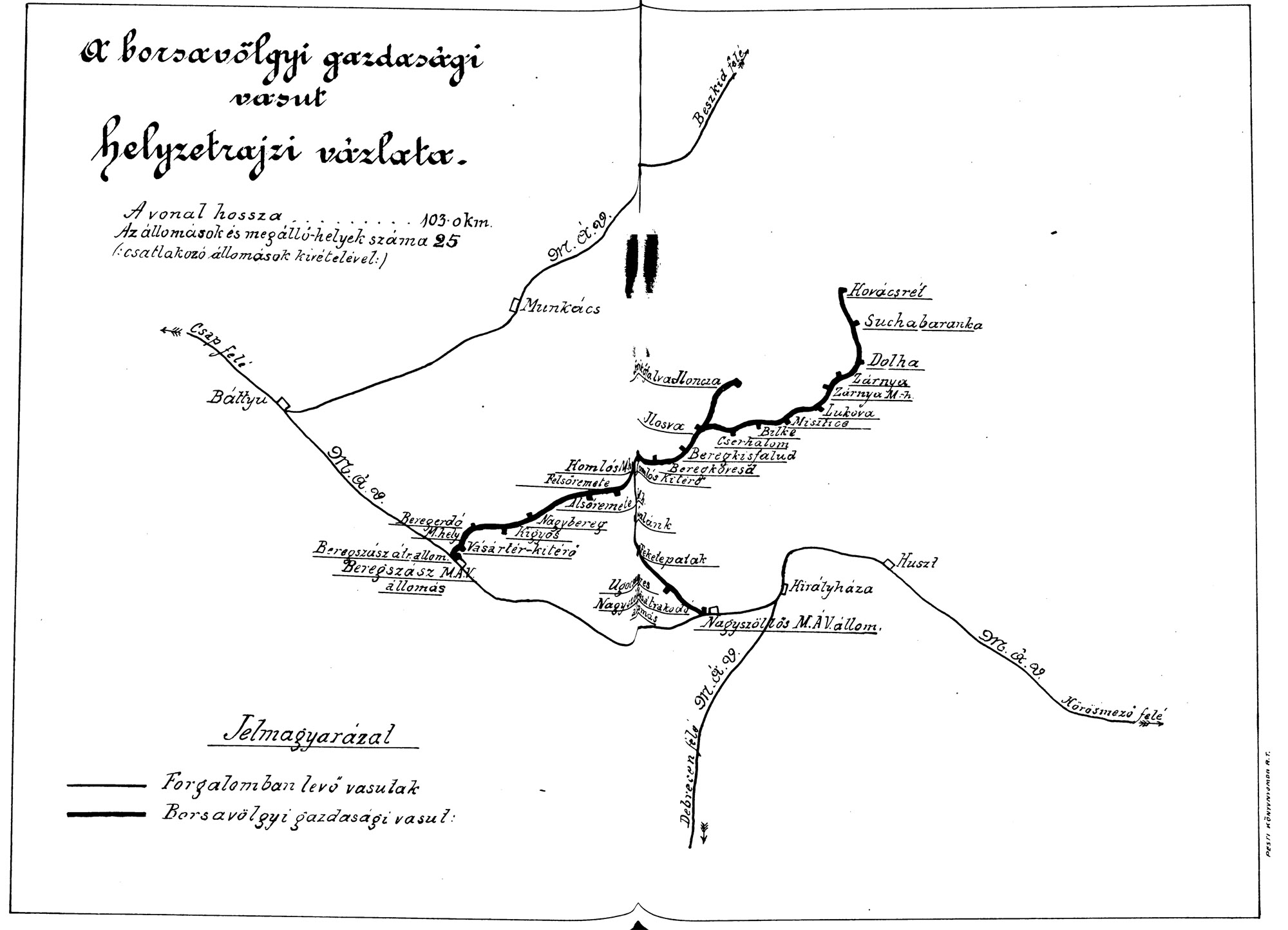
Схема Боржавской узкоколейки в документах 1906 года

23 декабря 1908 железнодорожный путь на участке Берегово — Долгое в присутствии заместителя министра торговли Венгрии было официально сдано в эксплуатацию. Этому событию предшествовал длительный подготовительный период, который длился с начала 1904 и до середины 1907 года. За это время было создано акционерное общество железной дороги Боржавской долины, выработан механизм финансирования строительства, обоснована целесообразность и экономическую потребность такого проекта. Первым шагом стало создание АО железной дороги Боржавской долины, которое на учредительном собрании исполнительного комитета Боржавской узкоколейки 29 февраля 1904 выбрало своего председателя. Им стал наджупан Бережского комитата Палл Бейти, который с радостью принял это предложение и заверил инициаторов о своей активной поддержке. А 31 декабря состоялось заседание исполнительного комитета, на которое пригласили представителей всех населенных пунктов, через территорию которых будет проходить железная дорога, руководителей Бережской жупы, представителей банковских организаций. Собрание приняло решение, что финансирование строительства должно осуществляться комитатскими властями.

### Боржавская узкоколейка, как частная железная дорога— BGV (1908–1923)
С самого начала эксплуатации, с 23 декабря 1908, по 1 января 1923 года, Боржавская железная дорога имела частную форму собственности в форме акционерного общества, которое называлось «BGV» (венг. «Borzsavölgyi Gazdasági Vasút» — «Хозяйственная Железная Дорога Боржавской Долины»). Сеть путей Боржавской узкоколейки была боснийского стандарта и имела ширину 760 мм. Максимальный подъем составлял 33%, а минимальный радиус — 100 м. Сначала функционировали только два железнодорожных участка: Берегово — Долгое и Виноградов — Хмельник, в то время как другие отрезки Боржавской железной дороги находились на стадии активного строительства. В начале марта 1909 года на участке Берегово — Долгое полноценного движения еще не было и перевозки осуществляли только два пассажирских поезда. Не последнюю роль в сложившейся ситуации сыграло и весеннее половодье, которое временно привело к сокращению движения поездов. А использование на линии грузоперевозок началось несколько позже и было бесспорно связано с постепенным налаживанием торговых контактов между низменными и горными районами.
В 1914 году на основной линии Берегово — Кушница ежедневно курсировали четыре пары пассажирских поездов, на ветке Хмельник — Виноградово — три пары, а на ветке Иршава — Каменка — три пары смешанных грузопассажирских.
В период с 1910 по 1920 годы Боржавской железной дорогой было перевезено 4 446 000 пассажиров, а также 637 000 тонн различного груза.

### Боржавская железная дорога в составе Чехословацких государственных железных дорог— ČSD (1923–1938)
В 1919-1920 годах железные дороги Подкарпатской Руси, принадлежавшие венгерским компаниям, перешли в собственность Чехословацких железных дорог. Этот переход сопровождался решением многих проблем, в частности необходимо было обновить парк подвижного состава, решить вопрос ремонта путевого хозяйства. В 1923 году Боржавская хозяйственная железная дорога была национализирована и вошла в состав Чехословацких государственных железных дорог — ČSD — в форме акционерного общества «Akciová společnost místní dráhy v údolí Borži» («Акционерное общество местных железных дорог в долине Боржавы»)

### Боржавская узкоколейка в составеУкраинских железных дорог— (1991—)
В начале 90-х годов на дороге прекратилось грузовое движение, а также пассажирское на участке Иршава — Кушница. Рельсы за Иршавой начали постепенно разбирать. Около 2013 года прекратилось также движение на участке Хмельник — Иршава.
27 января 2016 года в Закарпатской облгосадминистрации прошло совещание о мерах, которые нужно принять для возрождения Боржавской узкоколейной железной дороги.
Губернатор Геннадий Москаль поручил привлекать для развития ЖД международную помощь, в частности из соседних Румынии и Венгрии. Кроме того, по его словам, чтобы повысить туристическую привлекательность узкоколейки, крайне необходим паровоз. Решено начать поиск такого ретро-экземпляра. В июле 2017 года паровоз был доставлен ширококолейным транспортом из Гайсинa.

## Лесные, промышленные и подъездные пути Боржавской узкоколейки

### Ветка Долгое — Сухая-Бронька — Липово — Кук
В 1912 году Должанским деревообрабатывающим предприятием «Dolhai Faipari Rt.» была сооружена лесная узкоколейка, которая выходила со двора пилорамы предприятия. Она проходила по левому берегу Боржавы — отдельно от путей Боржавской хозяйственной железной дороги на противоположном берегу. На третьем километре, возле железнодорожного моста через Боржаву, лесная дорога подсоединялась к пути Боржавской дороги и они вместе направлялись к станции Сухая-Бронька. В этом месте лесная дорога устремлялась на восток — в долину реки Бронька. Далее путь проходил узкой долиной к лесам под горой Кук (1365 м). Здесь она разветвлялась и одна ветвь шла на юг, под гору Кичера (903 м). Длина этой узкоколейки составляла 21 км, ширина колеи — 760 мм. Линия эксплуатировалась в период с 1908 по 1923 годы венгерской компанией «BGV» («Borzsavőlgyi Gazdasagi Vasut» — «Хозяйственная Железная Дорога Долины Боржавы»).
После 1918 года активы компании вместе с железной дорогой перешли в подчинение государственному управлению лесными делами. В 1923 г. Закарпатье вошло в состав Чехословакии, и линия была передана Чехословацким государственным железным дорогам (ČSD).
Подвижной состав: GanzBP — 5 ед., Budapest — 7 ед., Maffei — 3 ед., Orenstein & Koppel — 1 ед., Krauss Maffei — 1 ед., Kopřivnice — 6 ед., всего — 17 локомотивов и 6 мотодрезин.
Уже в 1935 году длина путей сети составляла 26,261 км. После 1945 года железная дорога эксплуатировалась Должанским лесокомбинатом. Отрезок узкоколейки Сухая-Бронька — полонина Кук был демонтирован в 1990 году. Дорога продолжала функционировать между селами Приборжавское и Кушница (13,1 км), а также на ветке, ведущей к лесокомбинату (3 км). Узловой станцией была ст. Бронька, где находилось локомотивное депо. Жизнь на лесной дороге прекратилась в середине 1990-х — после повреждения железнодорожного моста через реку Боржава между селами Долгое и Бронька. Должанский лесокомбинат продолжал работать и вывозить лес автомобильным транспортом, а путь постепенно пришёл в упадок.

### Ветка Луково — склад
Введена в эксплуатацию в 1928 году. Длина пути — 0,108 км. Владелец — M.Bóhm & B.Moskowits. Демонтирована в 1959 году.

## Подвижной состав
По состоянию на начало 2021 года, на боржавской узкоколейной железной дороге имеются: тепловозы ТУ2-018 (проходит ремонт), ТУ2-034 (рабочий), ТУ7А-3278, ТУ7А-3281, ТУ7А-3282 (нерабочие, находятся в резерве), вагоны ПВ40 (на ходу), вагоны pafawag (нерабочие).

## Современное состояние
По состоянию на 2016 год пассажирское сообщение осуществлялось только на участке Виноградов — Хмельник, 3 раза в неделю: по понедельникам, четвергам и воскресеньям. Участок Хмельник — Берегово использовался для доставки подвижного состава в ремонт в депо Берегово. К сожалению на данный момент 2022 года, узкоколейная дорога закончила свою работу приблизительно в 2016 году, лишив людей - комфорта добираться с одного посёлка в другой, быстро и столь не заморочливо, и  удовольствия проехать по столь удивительным и красивым местам.

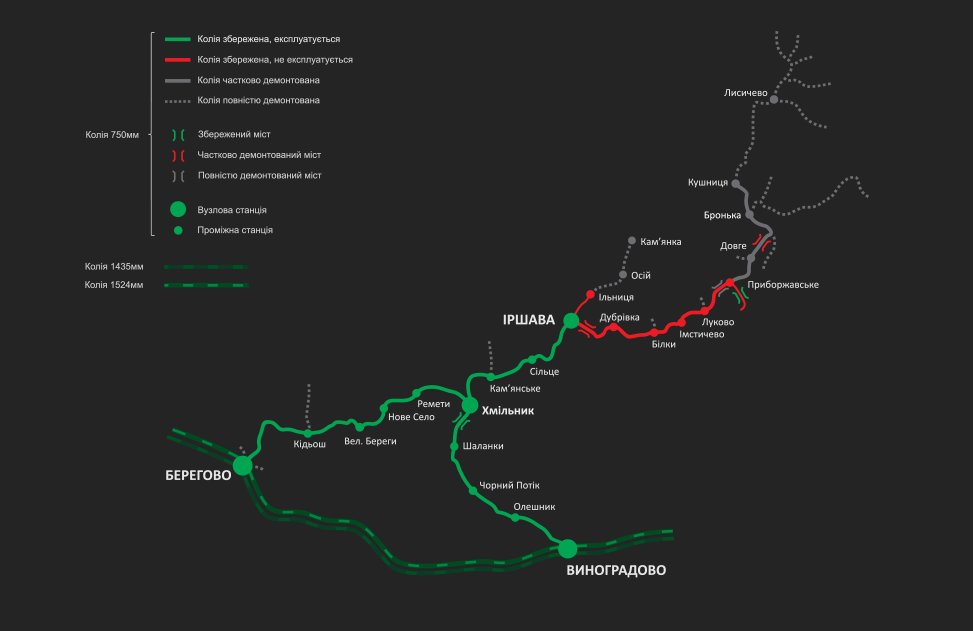
Схема Боржавской узкоколейной железной дороги состоянием на 2012 год